# 악사나 먄코바
악사나 울라지미라우나 먄코바(벨라루스어: Аксана Уладзіміраўна Мянькова, 러시아어: Окса́на Влади́мировна Менько́ва 옥사나 블라디미로브나 멘코바[*], 1982년 3월 28일 ~ )는 벨라루스의 육상 선수로 주 종목은 해머던지기이다. 그녀는 2008년 하계 올림픽에서 76.34m를 기록하며 올림픽 기록을 갱신하며 금메달을 획득하였으나 후에 박탈당하였다. 개인 기록인 78.69m는 역대 여자 해머던지기 기록 중 두번째로 높은 기록이다.
먄코바는 10대 후반 시절부터 해머던지기를 배우기 시작하였다. 당시 여자 해머던지기 경기는 발전 초기 단계의 스포츠였고, 곧 국내 대회에서 우승하였다.
2002년 유럽 선수권 대회를 통해 성인 국제 대회에 처음으로 출전했고, 이듬해 유럽 23세 이하 선수권에서 은메달을 획득한 후, 2003년 세계 선수권 대회에서 벨라루스 국가대표로 참가했다. 이 시기에는 부상으로 인해 훈련량이 부족하여 초기 경력에서 부진한 성적을 냈다.
2005년 하계 유니버시아드에서 5위에 올랐고, 2007년 세계 선수권 대회에도 참가했으나 결승에 진출하지 못하였다.
2012년 4월 브레스트에서 78.19m의 개인 최고 기록을 세웠고, 이는 여성 선수로는 3번째로 긴 기록이었다. 2개월 후에 민스크에서 열린 올림픽 챔피언 대회에서 타이 기록을 세웠고, 7월에 78.69m를 기록하여 베티 하이들러의 뒤를 이어 두번째로 높은 기록을 세웠다
2016년 국제 올림픽 위원회(IOC)는 도핑이 입증되자 올림픽 금메달을 박탈하였다.